# Небиволол
Небиволо́л — кардиоселективный бета-адреноблокатор III поколения с дополнительными (вазодилатирующими) свойствами за счёт модулирования высвобождения оксида азота (NO). Гипотензивное, антиангинальное, антиаритмическое ЛС.

## Физические свойства
Небиволол (в виде гидрохлорида) — белый или почти белый порошок. Растворим в метаноле, диметилсульфоксиде и N,N-диметилформамиде; труднорастворим в этаноле, пропиленгликоле и полиэтиленгликоле; очень незначительно растворим в гексане, дихлорметане и метилбензоле.

## Фармакологическое действие
Активное вещество представляет собой рацемат, состоящий из двух энантиомеров: D-небиволола и L-небиволола. D-небиволол избирательно блокирует β1-адренорецепторы (сродство к β1-адренорецепторам в 293 раза выше, чем к β2-адренорецепторам), L-небиволол является мягким вазодилататором, модулирует синтез эндотелиального релаксирующего фактора (модуляция синтеза оксида азота (NO) эндотелием сосудов). Понижение АД обусловлено уменьшением сердечного выброса, ОЦК, ОПСС, торможением образования ренина, частичной потерей чувствительности барорецепторов. Гипотензивный эффект обычно развивается через 1-2 нед. и стабилизируется в течение 4 нед. Понижает ЧСС в покое и при нагрузке, дАД левого желудочка, улучшает диастолическое наполнение сердца, увеличивает фракцию выброса, уменьшает потребность миокарда в кислороде (антиангинальная активность), уменьшает массу миокарда (на 9,7 %) и индекс массы миокарда (на 5,1 %). По данным суточного мониторирования, благоприятно влияет на суточный ритм АД у больных как с нормальным, так и с нарушенным ритмом. Не оказывает отрицательного влияния на липидный обмен.

## Фармакокинетика
При приеме внутрь быстро абсорбируется из ЖКТ. Пища не влияет на всасывание препарата. Биодоступность составляет 12 % у лиц с «быстрым» метаболизмом (эффект «первого прохождения» через печень) и является почти полной у пациентов с «медленным», скорость метаболизации небиволола путём ароматического гидроксилирования генетически определена окислительным полиморфизмом и зависит от CYPD6. Поэтому у «быстрых метаболизаторов» биодоступность собственно небиволола составляет 12 % и является почти 100%-й у медленно метаболизирующих лиц. Связывается с белками плазмы на 98 %. Равновесная концентрация у людей с «быстрым» метаболизмом достигается в течение 24 ч, Т1/2 составляет около 10 ч, при «медленном» — в 3-5 раз больше. Превращается путём алициклического и ароматического гидроксилирования, частично N-деалкилируется; образующиеся гидрокси- и аминопроизводные конъюгируют с глюкуроновой кислотой и выделяются в виде O- и N-глюкуронидов. Т1/2 гидроксиметаболитов для людей с «быстрым» метаболизмом составляет в среднем 24 ч, с «медленным» — в 2 раза больше. Экскретируется почками и кишечником. Проникает через ГЭБ, секретируется в грудное молоко.

## Применение

### Показания
Артериальная гипертензия, ИБС, ХСН, синусовая тахикардия.

### Противопоказания
Гиперчувствительность, хроническая сердечная недостаточность в стадии декомпенсации, нелеченная феохромоцитома, тяжелые нарушения функции печени, депрессии, ангиоспастическая стенокардия, облитерирующие заболевания периферических сосудов, артериальная гипотензия, кардиогенный шок, брадикардия (ЧСС менее 50 уд./мин), СССУ, AV-блокада II и III степени, миастения, мышечная слабость, детский и подростковый возраст до 18 лет.

### Особые указания
Применение при беременности возможно только по строгим показаниям (в связи с возможным развитием у новорожденных брадикардии, артериальной гипотензии, гипогликемии и паралича дыхания).

### С осторожностью
С осторожностью применять у пациентов с почечной недостаточностью, гиперфункцией щитовидной железы, аллергическими заболеваниями, псориазом, лицам в возрасте старше 65 лет и больным сахарным диабетом. Отмену бета-адреноблокаторов следует проводить постепенно, в течение 10 дней (до 2 недель у пациентов с ИБС). Эффективность бета-адреноблокаторов у курильщиков ниже, чем у некурящих. Небиволол не оказывает влияния на уровень глюкозы у пациентов с сахарным диабетом, однако под действием небиволола могут оказаться замаскированными определённые признаки гипогликемии, вызванные применением гипогликемических препаратов. Пациенты, носящие контактные линзы, должны учитывать, что на фоне применения бета-адреноблокаторов возможно снижение продукции слезной жидкости. Контроль содержания глюкозы в плазме крови следует проводить 1 раз в 4-5 мес. (у больных сахарным диабетом). Контроль лабораторных показателей функции почек следует проводить 1 раз в 4-5 мес. (у пациентов пожилого возраста).

## Способ применения
Внутрь, в одно и то же время суток, не разжевывая, запивая достаточным количеством воды, независимо от приема пищи — по 5 мг 1 раз в сутки. Больным с почечной недостаточностью или пациентам старше 65 лет — 2,5 мг/сут. Максимальная суточная доза — 10 мг.

## Побочные действия
- Со стороны ЦНС и периферической нервной системы: головная боль, головокружение, чувство усталости, парестезии, депрессия, снижение способности к концентрации внимания, сонливость, бессонница, кошмарные сновидения, галлюцинации.
- Со стороны пищеварительной системы: тошнота, запор, диарея, сухость во рту.
- Со стороны сердечно-сосудистой системы: брадикардия, ортостатическая гипотензия, одышка, отеки, сердечная недостаточность, AV-блокада, нарушения ритма сердца, синдром Рейно, кардиалгии.
- Аллергические реакции: кожная сыпь.
- Прочие: бронхоспазм (в том числе при отсутствии обструктивных заболеваний легких в анамнезе), фотодерматоз, гипергидроз, ринит.

## Передозировка
Симптомы: брадикардия, артериальная гипотензия, бронхоспазм, острая сердечная недостаточность.
Лечение: промывание желудка, прием активированного угля, назначение слабительных средств; возможны ИВЛ и введение атропина (при брадикардии и повышенной ваготонии), плазмы или плазмозаменителей, при необходимости — катехоламинов. Для купирования бета-адреноблокирующего действия — изопреналина гидрохлорида (медленно, в/в, в начальной дозе 5 мкг/мин до достижения желаемого эффекта), добутамин (в начальной дозе — 2,5 мкг/мин), при отсутствии эффекта — глюкагон (в/в 50-100 мкг/кг, повторно через 1 ч — 70 мкг/кг/ч инфузионно). При AV блокаде — трансвенозная стимуляция.

## Взаимодействие
При одновременном применении с антиаритмическими препаратами I класса, амиодароном возможно усиление отрицательного инотропного действия и угнетение AV-проводимости, с блокаторами кальциевых каналов (верапамилом и дилтиаземом) усиливается отрицательное инотропное действие и угнетение AV-проводимости. При в/в введении верапамила на фоне приема небиволола существует угроза остановки сердца. При одновременном применении с симпатомиметиками подавляется фармакологическая активность небиволола, со средствами для наркоза возможно подавление рефлекторной тахикардии и повышение риска развития артериальной гипотензии, с трициклическими антидепрессантами, барбитуратами, производными фенотиазина возможно усиление антигипертензивного действия небиволола, с циметидином возможно повышение концентрации небиволола в плазме крови.